# Lise Zarac
Lise Zarac, née le 22 août 1950 à Montréal, est une gestionnaire et femme politique canadienne. Elle est députée de la circonscription de LaSalle—Émard à la Chambre des communes de 2008 à 2011 pour le Parti libéral du Canada, puis conseillère municipale de Montréal de 2017 à 2021.

## Biographie
Née à Montréal, elle commence sa carrière politique en devenant conseillère dans l'arrondissement de LaSalle dans la ville de Montréal de 2005 à 2008. Candidate pour le Parti libéral du Canada dans la circonscription fédérale de LaSalle—Émard, elle succède à l'ancien premier ministre du Canada Paul Martin dans cette circonscription lors des élections de 2008. Tentant de se faire réélire en 2011, elle fut défaite par la néo-démocrate Hélène LeBlanc.
Elle effectue un retour en politique lors des élections municipales de 2017 en devenant conseillère de ville dans le district Cecil-P.-Newman de l'arrondissement LaSalle de la ville de Montréal.